# Baltasar Lobo
Baltasar Lobo (ur. 22 lutego 1910 w Cerecinos de Campos, zm. 4 września 1993 w Paryżu) – hiszpański artysta, rzeźbiarz oraz anarchista. Najbardziej znany jest z kompozycji przedstawiających matkę z dzieckiem.

## Życiorys
W 1927 odbyła się jego pierwsza wystawa, która pomogła mu zdobyć stypendium na studia w Escuela de Bellas Artes w Madrycie. W 1939 zamieszkał na stałe w Paryżu, gdzie zaprzyjaźnił się Pablem Picassem i Laurensem, który miał największy wpływ na dalszy rozwój twórczości Loba.
Baltasar Lobo zmarł w 1993 i został pochowany w Paryżu na cmentarzu Montparnasse.

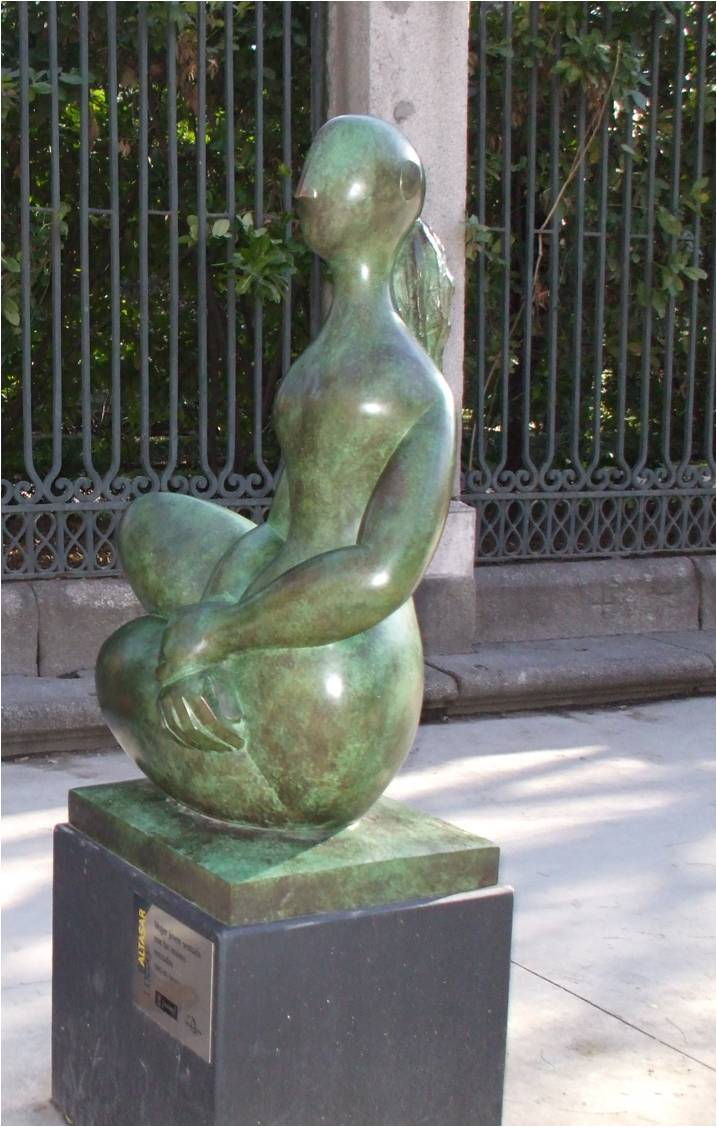
Wystawa plenerowa w Madrycie, grudzień 2008